# Michael Seifert
Michael Seifert (ur. 16 marca 1924 w Szyrokołaniwce, ob. obwód mikołajowski, Ukraina, zm. 6 listopada 2010 w Santa Maria Capua Vetere) – nazistowski zbrodniarz wojenny pochodzenia ukraińskiego, oficer SS. W czasie II wojny światowej strażnik obozu przejściowego w Bolzano.
W 2000 r. został we Włoszech skazany na dożywocie za torturowanie i zamordowanie 11 więźniów obozu przejściowego w Bolzano. Sąd Najwyższy Kanady w styczniu 2008 r. zaakceptował jego ekstradycję z Kanady (dokąd uciekł po wojnie). Karę odbywał w więzieniu w Neapolu.